# Куббель Лев Євгенович
Лев Євге́нович Ку́ббель (рос. Лев Евгеньевич Куббель; *16 травня 1929, Ленінград, РСФСР, СРСР — 22 листопада 1988, там же) — радянський арабіст і африканіст, перекладач; доктор історичних наук, провідний науковий співробітник Інституту етнології та антропології АН СРСР.

## З життєпису
У 1951 році з відзнакою закінчив східний факультет ЛДУ імені Жданова; учень Д. О. Ольдерогге. Працював у «Резинпроекті», у 1950-х роках перейшов на посаду старшого лаборанта кафедри історії країн Близького Сходу ЛДУ.
Починаючи від травня 1957 року — старший науково-технічний співробітник сектору Африки Ленінградського відділення Інституту етнографії, від 1960 року — молодший науковий співробітник. Продовжував викладати на східному факультеті.
У період від лютого 1961 до березня 1962 року працював у Гвінейській республіці як перекладач при радянській геологічній експедиції та групі фахівців Міністерства оборони СРСР; у 1963—1964 роках брав участь у лінгвістичній експедиції до Малі. 
У 1964 році йому було присуджено ступінь кандидата історичних наук за монографію «Из истории древнего Мали» (М., 1963).
У 1966 році переїхав до Москви, працював у редакції часопису «Советская эинография», захистив докторську дисертацію. 
Переклав з французької на російську відому 3-томну працю Ф. Броделя «Матеріальна цивілізація, економіка та капіталізм XV-XVIII ст.» (1986, 1988, 1991).

## Наукова спадщина
Переклади
- Взяв участь у роботі з підготовки до видання 3-томної серії арабських джерел VII—XIII століть з етнографії та історії народів Африки на південь від Сахари (1960—1985).
- «Суданские хроники» (1984), з арабської мови.
- 3-томна праця Фернана Броделя «Материальная цивилизация, экономика и капитализм XV—XVIII вв.» (1986-1991), з французької мови.

Монографії
- Куббель Л. Е. Страна золота / Отв. ред. А. Б. Давидсон; Институт этнографии АН СССР. — М. : Наука. Главная редакция восточной литературы, 1966. — 144 с. — (По следам исчезнувших культур Востока) — 30000 прим.
  - Куббель Л. Е. Страна золота — века, культуры, государства. — 2-е изд. — М. : Наука. Главная редакция восточной литературы, 1990. — 240 с. — (По следам исчезнувших культур Востока) — 10000 прим. — ISBN 5-02-016730-4.
- Куббель Л. Е. Путь в Томбукту: Рассказ о путешествиях А. Г. Лэнга по внутренним областям Африки. — М., 1971.
- Куббель Л. Е., Зотова Ю. Н. В поисках Нигера. — М., 1972.
- Куббель Л. Е. Из истории древнего Мали. — М., 1963. — (Труды института этнографии АН СССР. Новая серия. Т. 76)
- Куббель Л. Е. Сонгайская держава. — М., 1974.
- Куббель Л. Е. Очерки потестарно-политической этнографии. — М., 1988.

Л. Є. Куббель також є автором численних нарисів, статей, розділів у колективних працях.